# 鳩山和夫
鳩山和夫（日语：／ Hatoyama Kazuo，1856年5月6日—1911年10月3日），日本明治時代政治家、律師。正四位勳三等。他是日本歷史上第一位法學博士。

## 生平
出身于美作勝山藩。歷任外務次官、眾議院議長、東京專門學校（今早稻田大学）校長。長男鳩山一郎（政治家、首相）、次男鳩山秀夫。日本前任首相鳩山由紀夫的曾祖父。